# Sân bay quốc tế Benina
Sân bay quốc tế Benina (IATA: BEN, ICAO: HLLB) (tiếng Ả Rập مطار بنينة الدولي) là một sân bay phục vụ Benghazi, Libya. Sân bay này nằm ở thị xã Benina, 19 km về phía đông của Benghazi. Đây là sân bay lớn thứ 2 quốc gia này sau Sân bay quốc tế Tripoli. Đây là trung tâm thứ nhì của hãng hàng không Buraq Air và Libyan Airlines.

## Kế hoạch tương lai
Một nhà ga mới với công suất 5 triệu lượt khách mỗi năm sẽ được xây về phía bắc cua đường băng hiện hữu, kinh phí là 720 triệu LD, nhà thầu là một công ty Canada SNC-Lavalin. Chi phí cuối cùng ước khoảng 1,1 tỷ LD. Công ty kiến trúc là Aéroports de Paris Engineering. Các công việc sơ bộ và công tác chuẩn bị mặt bằng đã khởi động nhưng ngày hoàn thành và đưa vào vận hành chưa rõ.

## Các hãng hàng không và các tuyến điểm
- Afriqiyah Airways (Tripoli)
- Air Libya (Tripoli)
- Air Malta (Luqa)
- Air One Nine (Tripoli)
- Alajnihah Airways (Tripoli)
- Buraq Air (Aleppo, Alexandria, Istanbul-Atatürk, Misurata, Tripoli)
- EgyptAir (Cairo)
- Ghadames Air Transport (Kufra, Misurata, Sebha, Tripoli)
- Libyan Airlines (Alexandria, Amman, Cairo, Damascus, Dubai, Istanbul-Atatürk, Kufra, Rome-Fiumicino, Sebha, Tripoli, Tunis)
- Tunisair (Tunis)